# Jacqueline Gourault
Jacqueline Gourault (ur. 20 listopada 1950 w Montoire-sur-le-Loir) – francuska polityk, nauczycielka i samorządowiec, senator, od 2017 do 2022 minister, członek Rady Konstytucyjnej.

## Życiorys
Absolwentka Université de Tours, pracowała jako nauczycielka historii i geografii w Lycée Sainte-Marie w Blois. W działalność polityczną zaangażowała się w 1974 w trakcie kampanii wyborczej Valéry’ego Giscarda d'Estaing. Działała w Unii na rzecz Demokracji Francuskiej. Od 1983 wybierana na radną La Chaussée-Saint-Victor, w latach 1989–2014 pełniła funkcję mera tej miejscowości. Była także radną Regionu Centralnego (1992–2000) oraz departamentu Loir-et-Cher (2000–2001), a od 2004 wiceprzewodniczącą zrzeszającej francuskich burmistrzów organizacji Association des maires de France.
W 2001 weszła w skład Senatu, reelekcję uzyskała w 2011 i 2017. Od 2007 działaczka powstałego na bazie części UDF Ruchu Demokratycznego, została wiceprzewodniczącą tego ugrupowania. W 2014 powołana na wiceprzewodniczącą wyższej izby francuskiego parlamentu.
W czerwcu 2017 w drugim rządzie Édouarda Philippe’a objęła stanowisko ministra bez teki przy ministrze spraw wewnętrznych. W październiku 2018, podczas dużej rekonstrukcji gabinetu, została awansowana na ministra spójności terytorialnej. Pozostała na tej funkcji również w powołanym w lipcu 2020 gabinecie Jeana Castex.
W marcu 2022 odeszła z rządu w związku z powołaniem w skład Rady Konstytucyjnej na dziewięcioletnią kadencję.